# Heliotropismo
Em biologia, chama-se heliotropismo a movimentos de plantas ou animais sésseis, ou de alguns dos seus órgãos em direção ao sol. O heliotropismo é um tipo de fototropismo, resposta de um organismo a uma fonte de luz.
Heliotropismo é uma palavra que pode ser divida em Helio e em tropismo. Helio significa Sol e tropismo significa movimento. Então, caso a planta ou animal séssil apresente heliotropismo positivo ela cresce se movimento em direção ao sol (ou da fonte de luz) e caso apresente heliotropismo negativo ela cresce em direção oposta ao sol (ou da fonte de luz). 